# لوید آیستن
لوید آیستن (انگلیسی: Lloyd Iceton; ۳۰ مارس ۱۹۲۰ – ژوئیه ۱۹۹۴) یک بازیکن فوتبال اهل بریتانیا بود.
از باشگاه‌هایی که در آن بازی کرده‌است می‌توان به باشگاه فوتبال ترانمره راورز، باشگاه فوتبال پرستون نورث اند، باشگاه فوتبال لیورپول، باشگاه فوتبال لیدز یونایتد، باشگاه فوتبال ناتینگهام فارست، باشگاه فوتبال نوتس کانتی و باشگاه فوتبال کارلایل یونایتد اشاره کرد.